# Simuna
Simuna är en småköping (alevik) i Väike-Maarja kommun i landskapet Lääne-Virumaa i norra Estland. I samhället finns mätpunkten "Katko" på världsarvet Struves meridianbåge. Simuna hade 401 invånare vid folkräkningen år 2021, på en yta av 2,86 km².